# ألفرد فنسنت
ألفرد فنسنت (بالإنجليزية: Alfred Vincent) هو رسام كارتون أسترالي، ولد في 9 فبراير 1874، وتوفي في 6 ديسمبر 1915.